# Michael Czyborra
Michael-Junior Czyborra (* 24. Juli 1997 in Berlin) ist ein ehemaliger deutscher Fußballspieler.

## Karriere
Czyborra spielte in seiner Jugend unter anderem beim 1. FC Union Berlin, ehe er 2010 zum FC Energie Cottbus in die Jugendabteilung kam. Ab 2012 lief er zunächst für die U17 auf und spielte ab 2014 für die A-Junioren in der A-Junioren-Bundesliga. Für die Profimannschaft des Vereins kam er in der Saison 2015/16 22. April 2016 zu einem Drittliga-Einsatz, als er am 35. Spieltag für Felix Geisler eingewechselt wurde. Nach dem Abstieg der Mannschaft in die Regionalliga Nordost hatte er dort in der anschließenden Saison 2016/17 bis zum Winter noch vier weitere Kurzeinsätze.  Im Januar 2017 löste er seinen Vertrag in Cottbus auf und wechselte zum Oberligisten VSG Altglienicke. Mit dem Verein stieg er im Sommer 2017 in die Regionalliga Nordost auf und gewann 2020 den Berliner Landespokal. Nach insgesamt 51 Liga-Einsätzen in viereinhalb Jahren verließ er den Verein im Sommer 2021 und beendete anschließend seine Karriere.

## Familie
Sein jüngerer Bruder Lennart Czyborra ist ebenfalls ein professioneller Fußballspieler.